# Chiến tranh Pool
Chiến tranh Pool là cuộc xung đột giữa Cộng hòa Congo và Ninja ở khu vực hành chính Pool, 1 khu vực hành chính của Congo. Căng thắng gia tăng giữa Frédéric Bintsamou (được biết đến là Pastor Ntumi) và tổng thống Congo là Denis Sassou-Nguesso, sau khi Bintsamou đặt vấn đề về việc sự thay đổi trong việc xây dựng. Bintsamou trước đó đã hợp tác với Sassou-Nguesso.
Giữa tháng 4 năm 2017 đến tháng 4 năm 2017, tổng cộng đã có 115 người chết trong cuộc xung đột. 1 ước tính cho rằng có 13,000 người đã mất chỗ ở do xung đột.

## Liên kết
1. 1 2  "ACLED Version 7 (1997 – 2016)". Armed Conflict Location & Event Data Project. Bản gốc lưu trữ ngày 24 tháng 4 năm 2017. Truy cập ngày 12 tháng 4 năm 2017.
2. ↑  "Congo-Brazzaville : nouveaux accrochages, soldats tués... La traque du pasteur Ntumi s'enlise dans le Pool" [Congo-Brazzaville: new skirmishes, soldiers killed ... Pastor Ntumi's stalking is bogged down in the Pool] (bằng tiếng French). ngày 21 tháng 4 năm 2017.{{Chú thích báo}}:  Quản lý CS1: ngôn ngữ không rõ (liên kết)
3. 1 2  "République du Congo : près de 13.000 déplacés par les violences dans la Province du Pool" [Republic of Congo: Nearly 13,000 displaced by violence in Pool Province] (bằng tiếng French). United Nations Radio. ngày 9 tháng 12 năm 2016. Bản gốc lưu trữ ngày 12 tháng 8 năm 2017. Truy cập ngày 22 tháng 7 năm 2023.{{Chú thích báo}}:  Quản lý CS1: ngôn ngữ không rõ (liên kết)
4. ↑  "Conflict in Pool region – Republic of Congo" (PDF). ACAPS. 2017.
5. ↑  "Congo-Brazzaville : La "guerre du Pool" ravage le pays" [Congo-Brazzaville: The "Pool War" devastates the country] (bằng tiếng French). ngày 25 tháng 5 năm 2017. Bản gốc lưu trữ ngày 16 tháng 6 năm 2018. Truy cập ngày 13 tháng 6 năm 2017.{{Chú thích báo}}:  Quản lý CS1: ngôn ngữ không rõ (liên kết)
6. ↑  "Congo-Brazzaville : "Ne ramassez pas les corps !"" [Congo-Brazzaville: "Do not pick up bodies!"] (bằng tiếng French). Paris Match. ngày 15 tháng 9 năm 2016.{{Chú thích báo}}:  Quản lý CS1: ngôn ngữ không rõ (liên kết)